# Цимоховізна
Цимоховізна (пол. Cimochowizna) — село в Польщі, у гміні Сувалки Сувальського повіту Підляського воєводства.
Населення — 36 осіб (2011).
У 1975-1998 роках село належало до Сувальського воєводства.

## Демографія
Демографічна структура станом на 31 березня 2011 року:
|          | Загалом | Допрацездатний вік | Працездатний вік | Постпрацездатний вік |
| -------- | ------- | ------------------ | ---------------- | -------------------- |
| Чоловіки | 18      | 4                  | 11               | 3                    |
| Жінки    | 18      | 5                  | 10               | 3                    |
| Разом    | 36      | 9                  | 21               | 6                    |